# Daallo Airlines
Daallo Airlines es una aerolínea, con base en Dubái, Emiratos Árabes Unidos. Tiene vuelos regulares hacia el Este de África y Oriente Medio, así como a Francia y Reino Unido. Su base principal de operaciones es el Aeropuerto Internacional de Yibuti-Ambouli.

## Historia
La aerolínea fue fundada en 1991 y comenzó a operar el 20 de marzo de 1991 con una avioneta Cessna. Los aviones rusos fueron muy utilizados en los 90, reemplazados por aviones Boeing y Airbus para efectuar vuelos directos entre Yibuti y París en julio de 2001 y vuelos entre Yibuti y Londres en octubre de 2002. 
Daallo Airlines tiene actualmente 110 empleados (en marzo de 2007). 

## Destinos
Daallo Airlines efectúa vuelos a los siguientes destinos regulares (10 de mayo de 2008).
- África
  - Yibuti
    - Yibuti (Aeropuerto Internacional de Yibuti-Ambouli) Base de operaciones

  - Etiopía
    - Adís Abeba (Aeropuerto Internacional de Bole)

  - Kenia
    - Nairobi (Aeropuerto Internacional Jomo Kenyatta)

  - Somalia
    - Bossaso (Aeropuerto Internacional Bender Qassim)
    - Burao (Aeropuerto de Burao)
    - Galcaio (Aeropuerto de Galcaio)
    - Hargeisa (Aeropuerto Internacional de Hargeisa)
    - Mogadiscio (Aeropuerto Internacional Aden Adde)
- Asia
  - Emiratos Árabes Unidos
    - Dubái (Aeropuerto Internacional de Dubái)
- Europa
  - Reino Unido
    - Londres (Aeropuerto de Londres-Gatwick)

  - Francia
    - París (Aeropuerto de París-Charles de Gaulle)

## Flota
La flota de Daallo Airlines incluye los siguientes aviones, con una edad media de 22.9 años (a mayo de 2020):
| Antonov An-24  | 2 | — |  | Para operaciones Somalies con base en Yibuti. |  |  |
| Boeing 727-200 | 1 | — |  |                                               |  |  |
| Boeing 737-300 | 1 | — |  |                                               |  |  |
| Total          | 4 | — |  |                                               |  |  |

### Flota retirada
La aerolínea también operó:
- 1 Ilyushin Il-18
- 2 Airbus A320-200 (2016-2018)
- 3 Airbus A321-100 (2015-2016)
- 2 Boeing 737-500 (2013-2016)
- 1 Boeing 747-sp (2007-2008)
- 2 Bae 146 (2012-2017)
- 1 MD-83 (2003-2003)

En los 90, la aerolínea utilizó aviones Tupolev Tu-154, Antonov An-24 y Let L-410 Turbolet.

## Accidentes e incidentes
- El 2 de febrero de 2016, el Vuelo 159 de Daallo Airlines, que había partido desde Mogadiscio, Somalía, con destino a Yibuti, explotó 20 minutos luego de despegar, dejando un fallecido y dos heridos. La bomba provocó un agujero en el fuselaje del avión.[3] La aeronave era propiedad de Hermes Airlines.[4]